# Évariste Lévi-Provençal
Évariste Lévi-Provençal (Constantina, Argelia, 4 de enero de 1894 – 23 de marzo de 1956) fue un historiador, escritor, orientalista arabista y traductor francés.

## Biografía
Nació Makhlouf Evariste Levi, de origen judío. A la edad de diecinueve años ya había afrancesado su nombre a Évariste Lévi-Provençal.
Es considerado uno de los más importantes arabistas franceses, habiendo sido director del Instituto de Estudios Islámicos en Argel. Catedrático de la Universidad de Argel (1927) y de la Sorbona (1945). Era especialista en temas relacionados con Al-Ándalus.
Es importante su labor como editor y traductor (en algunos casos en colaboración con el arabista español Emilio García Gómez). Descubrió en países árabes algunos importantes manuscritos como las memorias de Abd’Allah ben Buluggin o Un document sur la vie urbaine et les corps de métiers à Séville au début du XII.e siècle: Le traité d’Ibn cAbdūn (1934) (véase bibliografía) o documentos inéditos sobre la historia de los almohades.
Pertenece a la tradición de historiadores que empiezan a utilizar las fuentes árabes, de la tradición positivista como Dozy, aunque a veces se nota cierta falta de sentido crítico y se excede con el panegírico, pero es fundamental para el estudio de los dos primeros siglos de la presencia árabe en España.

## Obras

### Libros
- España musulmana (711-1031): La conquista, el Emirato, el Califato (2000) de la Historia de España, Menéndez Pidal, Tomo IV, Espasa-Calpe ISBN 84-239-4806-4 (Le siècle du califat de Cordoue, (=Histoire de l'Espagne musulmane, Bd. 3), París 1950).
- España musulmana (711-1031): instituciones, sociedad, cultura (2000) de la Historia de España, Menéndez Pidal, Tomo V, Espasa-Calpe ISBN 84-239-4807-2, libro fundamental, junto con el anterior, aunque actualmente en algunos aspectos ya superado al estar publicado en sus ediciones originales en los años cuarenta y cincuenta del siglo XX.
- Una crónica anónima de Abd-Al-Rahnan I I Al-Nasir (1950), Consejo Superior de Investigaciones Científicas ISBN 84-00-00271-7
- La civilización árabe en España (1999), Espasa-Calpe ISBN 84-239-9626-3

### Traducciones, ediciones
- Séville musulmane au début du XII.e siècle: Le traité d’Ibn cAbdūn sur la vie urbaine et les corps de métiers; (1934) traducido con una introducción y unas notas por E. Lévi-Provençal en Journal Asiatique CCXXIV (texto en árabe, pp. 177-299). Texto en francés.
  - Existe en español la versión de García Gómez, E, titulada Sevilla a comienzos del siglo XII. El tratado de Ibn cAbdūn (1948). Nueva edición de 1998. ISBN 84-922949-4-9
- El siglo XI en primera persona: las memorias de Abd Allah, el último rey Ziri de Granada, destronado por los almorávides (1090).[4] Edición y traducción Levi-Provenzal, E. García Gómez, E. Alianza Editorial 2005 ISBN 84-206-4587-7
- Anónimo: Kitab mafakhir al-marbar, Rabat. 1934[5]
- Lévi Provençal et al-Munim al-Himyari, La Péninsule iberique au Moyen age d'après le Kitab al-rawd al-mitar d'Ibn Abd al-Mun'im al-Himayari (Leiden, E. J. Brill) 1938
- La Description de l’Espagne d’Ahmad al-Râzî. Ensayo de reconstitución del original árabe y traducción francesa, en la revista Al-Andalus, nº 18, Madrid-Granada, 1953, pp. 51-206.